# Sân bay quốc tế Tabriz
Sân bay quốc tế Tabriz (Persian: فرودگاه بین المللی تبریز) là một sân bay ở thành phố Tabriz, Iran. Đây là sân bay hàng đầu ở Tabriz. Đây cũng là căn cứ quân sự của không quân Iran.

## Các hãng hàng không và các tuyến điểm
- Caspian Airlines (Dubai)
- Iran Air (Istanbul-Atatürk, Damascus, Tehran)
- Iran Air Tours (Mashad, Tehran)
- Eram Air (Mashad)
- Iran Aseman Airlines (Mashad, Tehran)
- Kish Air (Asaloyeh, Tehran)
- Mahan Air (Damascus, Tehran)
- Turkish Airlines (Istanbul-Atatürk)